# Вісник для русинів Австрійської держави
«Ві́сник для русині́в Австрі́йської держа́ви» (ст.-укр. Вѣстникъ. Часопись урядова для русиновъ Аустрійскои державы) — урядовий часопис для українців монархії Габсбургів. Від липня 1849 до лютого 1850 виходив у Львові під назвою «Галичо-Рускій Вѣстникъ» (редактор М. Устиянович), потім до грудня 1866 у Відні (редактори I.Головацький, Юрій Вислобоцький). Головне місце у часописі відводилось урядовим розпорядженням; крім того, публікувалися дописи з різних місцевостей Галичини й Закарпатської України, літературні та історичні твори (зокрема А.Петрушевича), мовознавчі дискусії. Займав консервативні позиції, виступав як проти ранніх народовців, так і проти церковно-обрядового руху та русофільських декларацій у часописі «Слово» 1866.

## Номери
- 1852: Ч. 1 [Архівовано 25 жовтня 2020 у Wayback Machine.]
- 1864: Ч. 1 — 101

### Монографії. Статті
- Возняк, М.  З-за редакційних куліс віденського Вісника та Зорі Галицької // ЗНТШ, 1912, т. 107.
- Кулинич, М. Часопис «Вістник для русинів Австрійської держави» (1850 - 1866 рр.) як джерело вивчення історії національної видавничої справи: Дис... канд. наук: 27.00.05 - 2009.  [Архівовано 28 жовтня 2017 у Wayback Machine.]

### Довідники
- Середа, О. В. Вісник для русинів Австрійської держави [Архівовано 22 квітня 2016 у Wayback Machine.] Енциклопедія історії України : у 10 т. / редкол.: В. А. Смолій (голова) та ін. ; Інститут історії України НАН України. — Київ : Наукова думка, 2003. — Т. 1 : А — В. — 688 с. : іл.